# Байдук Дмитро Миколайович
Дмитро Миколайович Байдук (біл. Дзмітрый Мікалаевіч Байдук, нар. 3 серпня 1996, Чуріловичі, Мінська область, Білорусь) — білоруський футболіст, захисник та півзахисник клубу «Динамо-Берестя».

## Клубна кар'єра
Футболом розпочав займатися у школі мінського МТЗ-РІПО, але в юному віці перейшов БАТЕ. У 2013 році почав грати за дубль, де відразу ж став одним з ключових гравців, виступав на позиції захисника. У 2014 та 2015 роках виступав за молодіжну команду БАТЕ в Юніорській лізі УЄФА. Дебютував на турнірі 17 вересня 2014 року в виїзному матчі з однолітками з «Порту». Загалом в Юнацькій лізі УЄФА зіграв 12 матчів, отримав одну жовту картку. 18 липня 2015 року виступав за борисівську команду в першому матчі 1/16 фіналу Кубку Білорусі проти шкловського «Спартака» (1:2), в якому борисовська команда була представлена переважно дублерами.
У березні 2016 року вступив в оренді в клубі Першої ліги «Смолевичі-СТІ», який став фарм-клубом борисовчан. Дебютував у першій лізі 16 квітня в матчі першого туру з мінським «Торпедо». Наприкінці сезону 2016 року співпраця БАТЕ зі смолевицьким клубом припинилася, але захисник залишився в «Смолевичах-СТІ». У цей час почав частіше грати на позиції півзахисника. Протягом двох сезонів, проведених у «Смолевичах», зіграв 51 матч, в яких відзначився 4-ма голами. За підсумками сезону 2017 року допоміг команді вийти у Вищу лігу, але залишив клуб.
У січні 2018 року став гравцем «Білшини», яка виступала в першій лізі. Дебютував у складі нового клубу 7 квітня в виїзному матчі з пінською «Хвилею» на незвичній для себе позиції нападника. 21 квітня відкрив гольовий рахунок в команді. У поєдинку з «Гранітом» відзначився своїм єдиним голом,завдяки чому приніс перемогу свій команді. За підсумками сезону «Білшина» посіла третє місце, а Байдук в 27 матчах відзначився 11 голами, ставши другим бомбардиром команди після Дмитра Гомзи. У листопаді 2018 року приєднався до «Городеї». 5 квітня 2019 року в матчі з «Вітебськом» вперше зіграв у чемпіонаті Білорусі, вийшовши на заміну на 75-ій хвилині замість Сергія Пушнякова. Стабільно з'являвся на футбольному полі, чергуючи вихід у стартовому складі з виходом з лави запасних.
У лютому 2021 року перейшов до берестейського «Динамо».

## Кар'єра в збірній
15 квітня 2015 року дебютував у молодіжній збірній Білорусі, зігравши всі 90 хвилин у товариському матчі проти юнацької збірної України (U-20) (0:1). Згодом ще декілька разів брав участь у збірній, вийшов на заміну в чотирьох матчах.

## Статистика виступів
| Сезон | Дивізіон | Клуб            | Країна   | Матчі | Голи |
| ----- | -------- | --------------- | -------- | ----- | ---- |
| 2013  | дубль    | БАТЕ            | Білорусь | 29    | 2    |
| 2014  | дубль    | БАТЕ            | Білорусь | 10    | 0    |
| 2015  | дубль    | БАТЕ            | Білорусь | 22    | 3    |
| 2016  | Д2       | «Смолевичі-СТІ» | Білорусь | 22    | 0    |
| 2017  | Д2       | «Смолевичі-СТІ» | Білорусь | 26    | 3    |
| 2018  | Д2       | «Білшина»       | Білорусь | 27    | 11   |
| 2019  | Д1       | «Городея»       | Білорусь | 20    | 1    |
| 2020  | Д1       | «Городея»       | Білорусь | 25    | 0    |

## Громадянська позиція
Після жорстокого розгону акцій протесту, спричинених масовими фальсифікаціями президентських виборів 2020 року, побиттям і тортурами затриманих протестуючих, Дмитро Байдук та 92 інших білоруських футболісти засудили насильство в Білорусі.